# Schandelen-Grasbroek
Schandelen-Grasbroek, ook wel GMS genoemd, is een wijk in de Nederlandse gemeente Heerlen. De wijk ligt ten noorden van het stadscentrum. Aan de westzijde wordt de wijk begrensd door de Kloosterweg, aan de noordzijde door de Wickraderweg, aan de oostzijde door de Palemigerboord en de Schandelerboord (langs de Caumerbeek) en in het zuiden door de spoorlijn met station Heerlen.
In het noorden ligt de wijk Rennemig-Beersdal, in het oosten de wijk Meezenbroek-Schaesbergerveld, in het zuiden Heerlerbaan-centrum en in het westen Zeswegen-Nieuw Husken.
De wijk bestaat uit vier buurten:
- Musschemig in het noordwesten
- Grasbroek in het noorden
- Hoppersgraaf in het zuiden
- Schandelen in het zuidoosten

In de wijk staat de Heilig Hartkerk en vroeger ook de Martelaren-van-Gorcumkerk.
Stadsdelen: Heerlerbaan · Heerlerheide · Heerlen-Stad · Hoensbroek

Wijken: Aarveld-Bekkerveld · De Beitel · Caumerveld-Douve Weien · Eikenderveld · Heerlen-Centrum · Heerlerbaan-Oost · Heerlerbaan-West · Passart · De Hei · Heksenberg · Hoensbroek-De Dem · De Koumen · Maria-Gewanden-Terschuren · Mariarade · Meezenbroek-Schaesbergerveld · Molenberg · Nieuw Lotbroek · Rennemig-Beersdal · Schandelen-Grasbroek · Vrieheide-De Stack · Welten-Benzenrade · Woonboulevard-Ten Esschen · Zeswegen-Nieuw Husken

Buurtschappen en gehuchten: De Euren · Heihoven · Imstenrade · Schurenberg · Terschuren

Limburg: Steden en dorpen      Nederland: Provincies · Gemeenten